# Austrolichas monteithi
Austrolichas monteithi là một loài bọ cánh cứng trong họ Ptilodactylidae. Loài này được Lawrence & Stribling miêu tả khoa học năm 1992.